# 兰德大桥
兰德大桥（西班牙語：Puente de Rande）是西班牙加利西亚蓬特韦德拉省的一座公路斜拉桥，距该省首府蓬特韦德拉约18（11英里），距该省最大城市维哥约9（5.6英里），跨越维哥湾的兰德海峡（Estrecho de Rande），成为这个溺湾中的一座象征性建筑。它连接北岸的莫阿尼亚与南岸的雷东德拉，是欧洲E1公路和AP-9高速公路共用的跨海通道。
大桥耗资36.58亿比塞塔，于1978年建成。自1981年通车以来，已累计有超过2.31亿辆汽车通过该桥，日交通量达到5万辆。该桥在2006年以前是一座完全收费桥梁，并成为大西洋收费公路的一部分，2006年开始，大桥改为一段影子收费线路。

## 设计
大桥设计者是意大利工程师法布里奇奥·德·米兰达、西班牙人弗洛伦齐奥·德尔·波佐（Florencio del Pozo，亦负责桥基础的设计）、阿尔弗雷多·帕萨罗（Alfredo Passaro）。
大桥全长1,558（5,112英尺），其中主桥长694.98（2,280.1英尺），主跨401（1,316英尺），尽管在该桥开通时，它并不是世界上所有斜拉桥中主跨最长的，但却是超过两车道的斜拉桥中主跨最长的。两侧边跨各长147（482英尺），两座H型桥塔的上部高118.6（389英尺），桥梁总宽23.46（77.0英尺），桥面宽度20.75（68.1英尺），厚度2.7（8.9英尺）。
大桥建成后成为西班牙的第二长桥，仅次于位于韦尔瓦，全长2,000（6,600英尺）多的圣欧拉里亚倒虹吸桥。同时，它也是当时“西班牙主跨最长的斜拉桥”，直到1983年被主跨440（1,440英尺）的卡洛斯·费尔南德斯·卡萨多工程师大桥夺走了这一“头衔”。

## 影子收费
大桥在2006年之前是完全收费路段，2006年5月起，改为影子收费路段，由西班牙政府和加利西亚当局各出资50%。

## 未来
随着大桥交通流量和拥堵风险的日益增加，一个拓宽桥梁的项目正在酝酿，计划在主塔两侧的外缘再增加两个桥板，从而在双方向上各增加一条与原有车道完全隔离的新通道。
但目前，针对这项计划存在着很大的争议。因为造成交通拥堵的主要原因是桥上缺少路肩，单纯拓宽桥梁并不能解决这个问题。大桥的交通流量大部分是维哥通往莫拉佐县的，每到夏季就饱受涌入莫拉佐海滩的人潮之苦，而拓宽计划一旦开始，将使这所有的车流量被局限于每个方向仅剩的一条车道上，车流将会排起2（1.2英里）的“长龙”。

## 图集

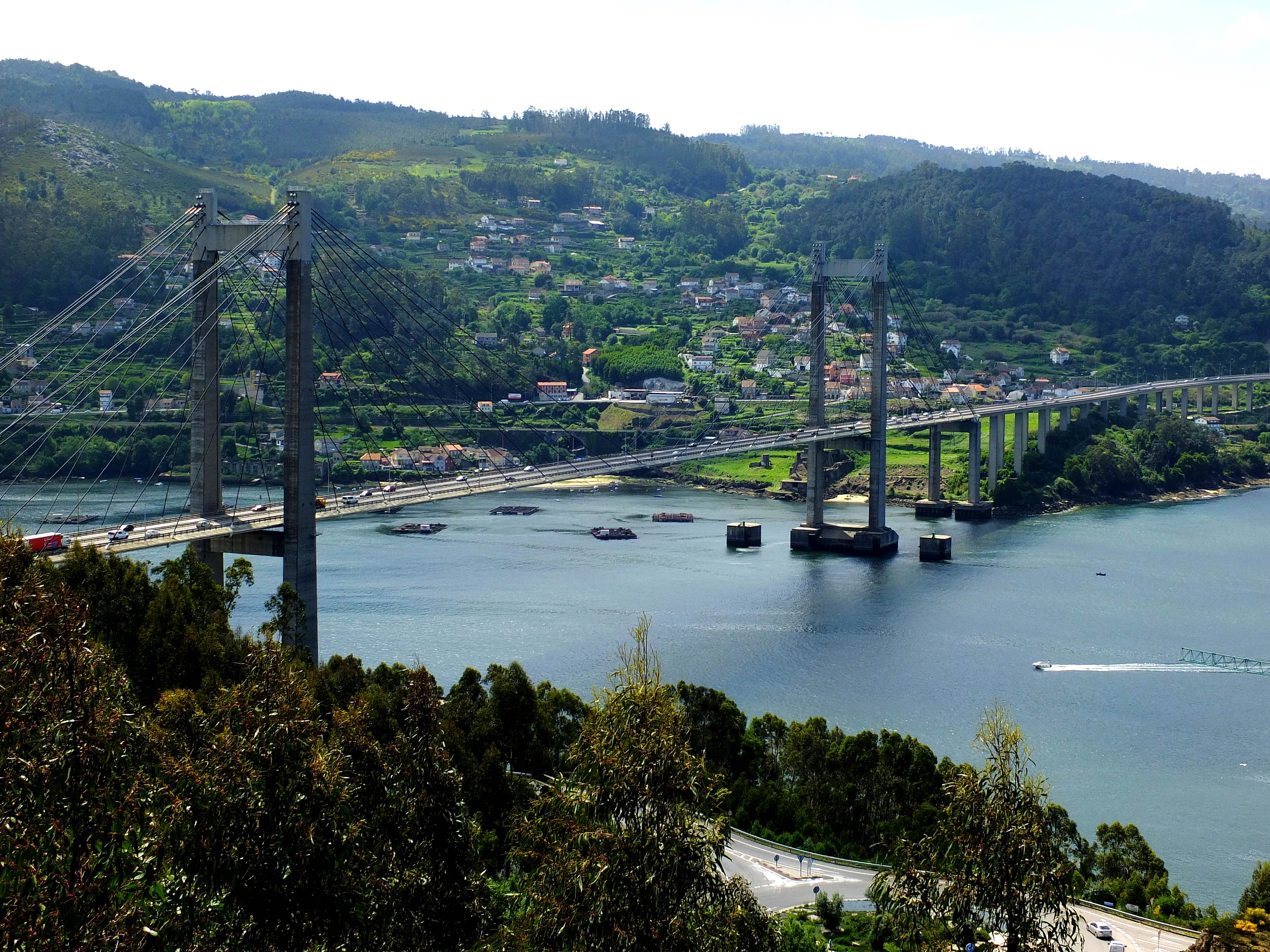
北岸看大桥全貌
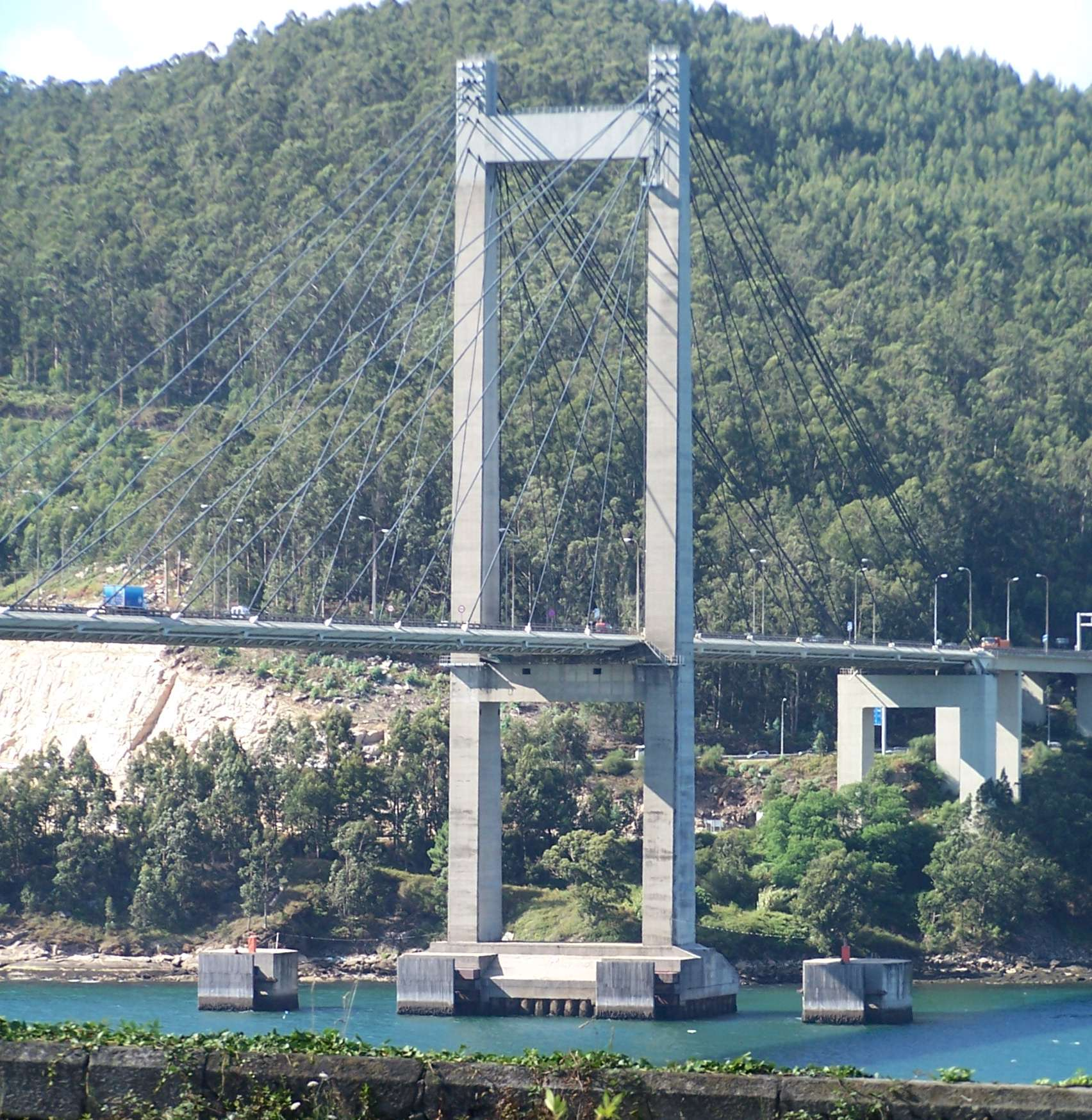
北侧桥塔特写
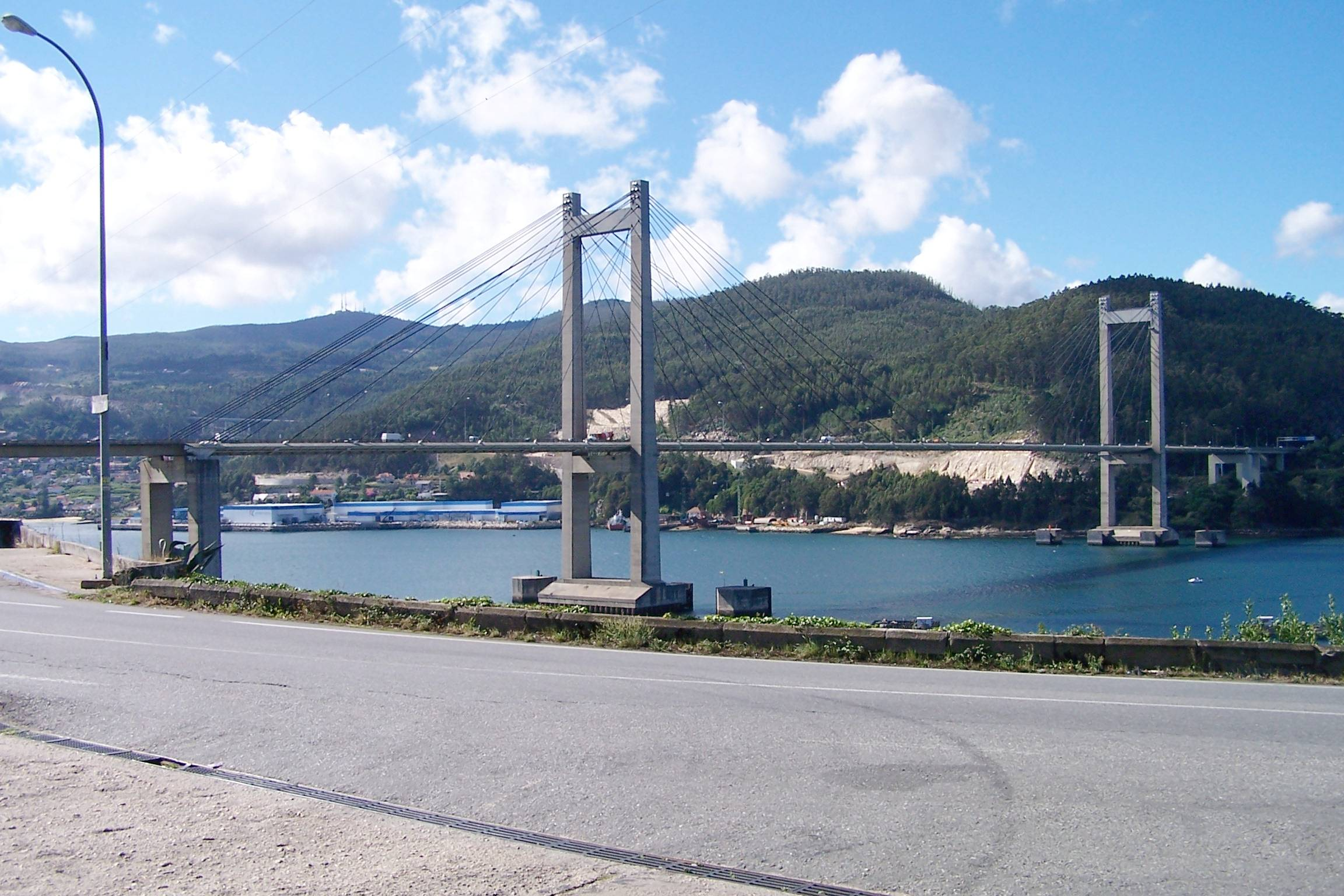
南岸看大桥全貌
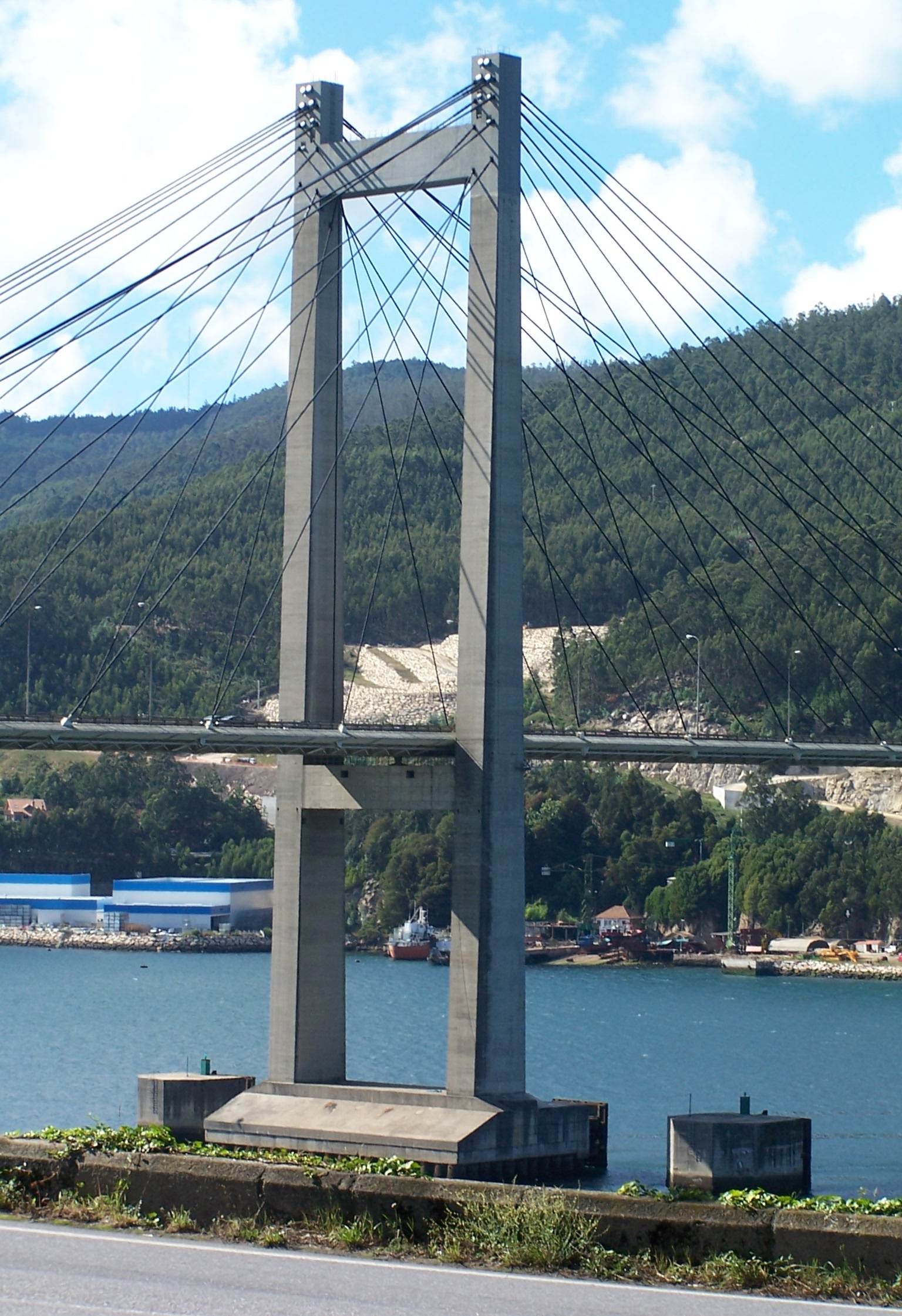
南侧桥塔特写
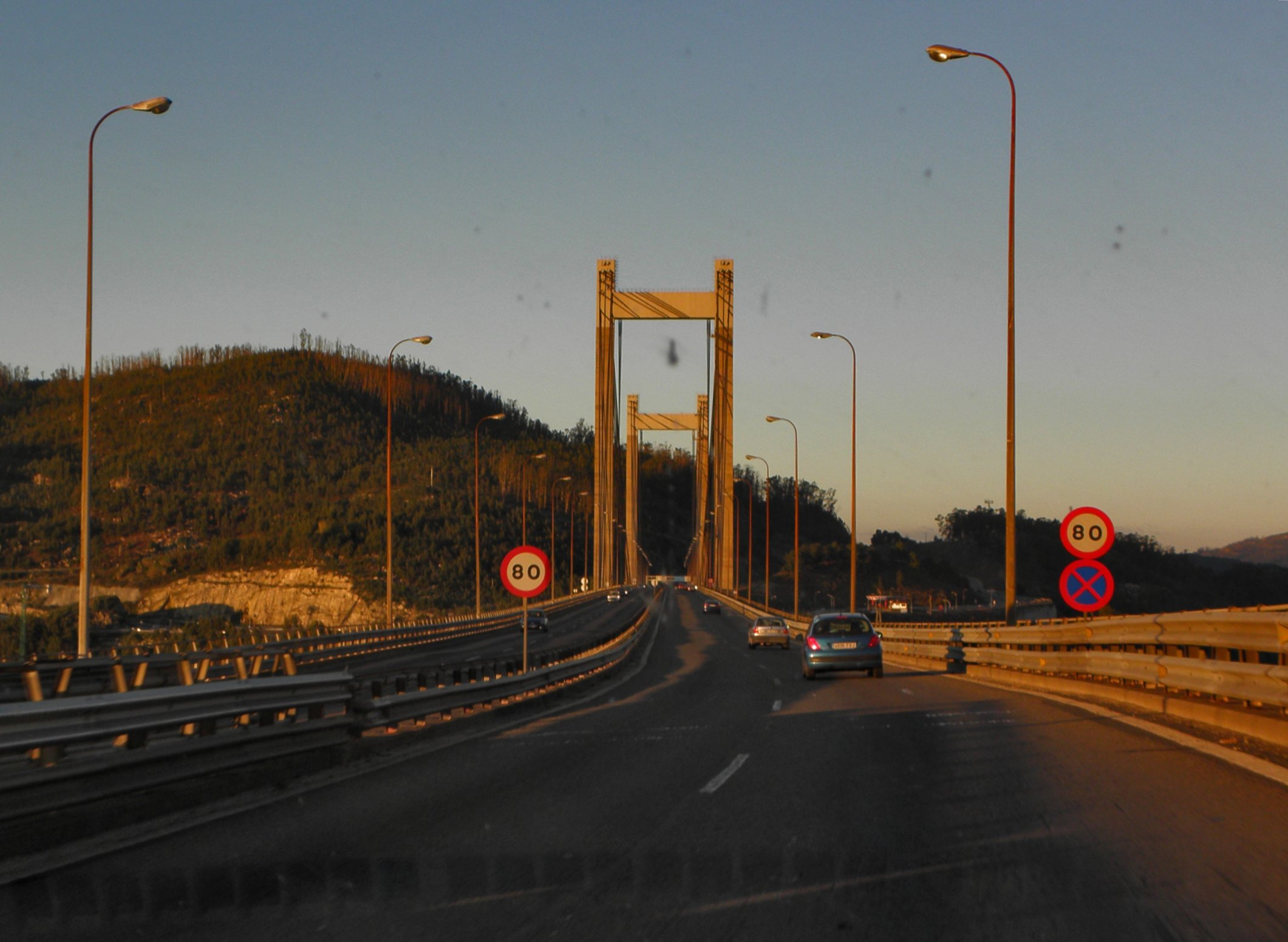
桥面
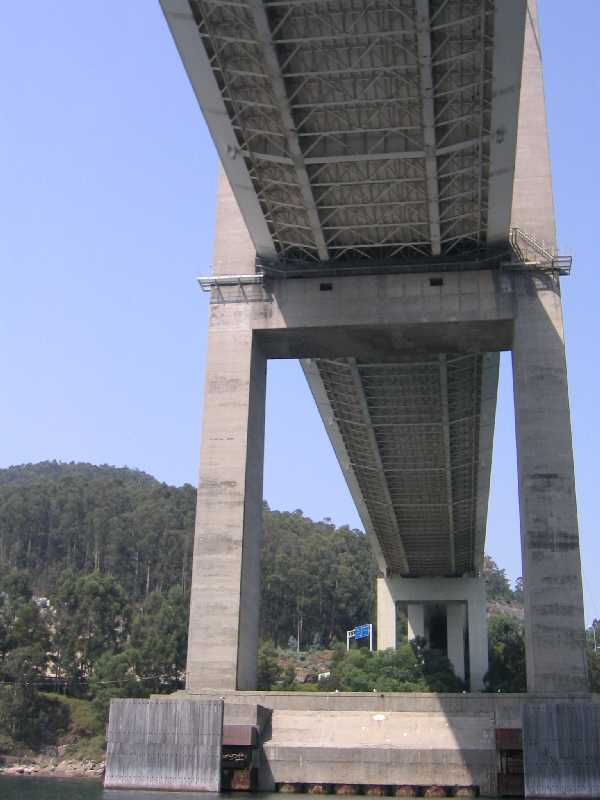
桥塔及桥面下部结构